# Omiécourt
Omiécourt is een plaats en voormalige gemeente in het Franse departement Somme in de regio Hauts-de-France. De plaats maakt deel uit van het arrondissement Péronne.

## Geschiedenis
De gemeente maakte deel uit van het kanton Chaulnes totdat dat op 22 maart 2015 werd opgeheven en de gemeenten werden opgenomen in het kanton Ham. Op 1 januari 2017 fuseerden de gemeenten Hyencourt-le-Grand, Omiécourt en Pertain tot de commune nouvelle Hypercourt.

## Geografie
De oppervlakte van Omiécourt bedraagt 5,5 km², de bevolkingsdichtheid is 40,5 inwoners per km².
De onderstaande kaart toont de ligging van Omiécourt met de belangrijkste infrastructuur en aangrenzende gemeenten.

## Demografie
Onderstaande figuur toont het verloop van het inwonertal.
Hyencourt-le-Grand · Omiécourt · Pertain